# 津巴布韦参议院
津巴布韦参议院（英語：Senate of Zimbabwe）是辛巴威議會的上議院。1980年至1989年間曾设立，2005年11月再度重建至今。